# Research and action targeting emerging infectious diseases

REsearch and ACTion targeting emerging infectious diseases (REACTing)  est un réseau collaboratif pluridisciplinaire d'institutions de recherche françaises travaillant sur les maladies infectieuses émergentes, qui vise à préparer et répondre aux épidémies. Il est coordonné par l’INSERM  piloté par l'alliance Aviesan.

## Membres
- Laëtitia Atlani-Duault.
- Yazdan Yazdanpanah.
- Dominique Costagliola.
- Eric D'Ortenzio

## Historique
Il rassemble depuis 2013 des groupes de recherche, institutions et laboratoires français afin de préparer et de faire face aux menaces infectieuses émergentes imprévisibles.
Il a été créé par Yves Lévy et Jean-François Delfraissy.
En 2021, une nouvelle agence consacrée aux maladies infectieuses émergentes est issue du rapprochement de l’Agence nationale de recherche sur le sida et les hépatites virales avec le consortium REACTing.

## Discovery
REACTing coordonne la recherche sur le SARS-CoV-2, en lien avec 56 hôpitaux en France. En 2020, il pilote l'essai clinique Discovery, réplique de Solidarity Trial sur le plan international et de Recovery en Grande-Bretagne.
Cet essai consiste à soigner des patients en choisissant de manière aléatoire une stratégie parmi les cinq suivantes :
- soins standards optimaux ;
- soins standards optimaux plus remdesivir ;
- soins standards optimaux plus lopinavir et ritonavir ;
- soins standards optimaux plus lopinavir, ritonavir et interféron bêta ;
- soins standards optimaux plus hydroxychloroquine.

L'objectif de cet essai qui, selon le Pr Yazdanpanah, est de trouver un traitement pour éviter les décès et les placements en réanimation, rencontrent toutefois des difficultés,.

## Aphro-Cov
Lancé fin mars 2020, Aphro-Cov est un dispositif visant à améliorer la veille sanitaire et la prise en charge des cas suspects de Covid-19 dans 5 pays d’Afrique (Burkina-Faso, Côte d’Ivoire, Gabon, Mali, Sénégal). Ce dispositif est soutenu par l'Agence française de développement.
Dans un continent relativement épargné, Aphro-Cov anticipait une catastrophe sanitaire si l’épidémie venait à poursuivre sa trajectoire.
| Pays          | Population | Mortalité / million (sept. 2020) |
| ------------- | ---------- | -------------------------------- |
| Burkina Faso  | 20,9       | 3                                |
| Côte d'Ivoire | 26,3       | 5                                |
| Gabon         | 2,2        | 24                               |
| Mali          | 20,2       | 6                                |
| Sénégal       | 16,7       | 18                               |

Par ailleurs, il est une réponse à la proposition faite en avril 2020, par les scientifiques français Camille Locht et Jean-Paul Mira, de tester certains des traitements et vaccins en cours de développement sur le continent africain, comme le font d'autres laboratoires,. Ce dispositif exclut explicitement toute vaccination et a pour objectif que les services hospitaliers de cinq pays africains soient mieux à même d'accueillir les patients et de fournir un diagnostic efficace pour lutter contre l’épidémie.